# Armand-Hippolyte d'Orchymont
Armand-Hippolyte d'Orchymont est un entomologiste belge, né le 4 mars 1881 à Anvers et mort à Laeken le 9 février 1947 .

## Biographie
À la fin de ses études, Armand-Hippolyte, âgé de 17 ans, est admis en tant que commis à l'Administration des Contributions directes. Passionné par les sciences naturelles, ce dernier aurait voulu poursuivre des études universitaires mais la fortune familiale ne permettait pas de concrétiser ce souhait. Cependant, tout en travaillant, Armand-Hippolyte étudie et se renseigne sur les sciences naturelles par ses propres moyens. Il commence une collection d'insectes en 1902, et crée également un herbier afin de mieux connaître les plantes sauvages. En 1906, il est accepté au sein de la Société d'entomologie de Belgique, qui se chargera de publier sa première publication personnelle. Tout en pratiquant ses activités d'entomologie, il continue cependant à travailler pour l'Administration des Contributions directes, et se fait nommer inspecteur des contributions en 1922 grâce à son zèle et ses connaissances administratives qui lui permettent de se faire remarquer chez ses supérieurs. Il quitte l'Administration des Contributions en 1934 afin de se consacrer uniquement à l'entomologie.

### Sa carrière d'entomologiste
En premier lieu, Armand-Hippolyte décide de consacrer ses études aux palpicornes. Il obtient l'aide de Guillaume Severin, conservateur et chef de la section d'Entomologie du Musée Royal d'Histoire naturelle de Belgique afin de réunir la bibliographie spécialisée sur le sujet et de lui soumettre des matériaux d'étude. Henri Schouteden, le directeur de la branche d'Entomologie du Musée du Congo belge fait également confiance à Armand-Hippolyte, et lui réserve comme futur projet l'identification des Hydrophilides congolais. En 1913, alors qu'il travaille toujours pour l'Administration des Contributions directes, ses collègues de la Société entomologique de Belgique le désignent pour participer aux travaux du Comité international de Nomenclature entomologique. En 1919, il représente la Société Entomologique de Belgique au Conseil National belge de recherches. Armand-Hippolyte devient de plus en plus connu et notamment dans les musées étrangers qui lui soumettent des sujets indéterminés provenant de toutes les régions du monde. En 1928, il est choisi par Victor Van Straelen, le nouveau directeur du Musée royal d'Histoire naturelle de Belgique, pour développer les recherches entomologiques dans le pays car il se rend vite compte de la nécessité de ces recherches. Le choix de Victor Van Straelen se porte sur Armand-Hippolyte grâce à sa réputation de spécialiste sur le plan mondial. Mais son administration ne souhaite pas se séparer de lui. Ce n'est qu'en 1934, après l'intervention personnelle du chef de l'État que les choses s'arrangent. Armand-Hippolyte prend le rang de conservateur et dirigera la section d'Entomologie. Il peut donc se concentrer pleinement sur l'étude des insectes tout en remplissant le travail administratif que lui impose sa fonction.

### Ses voyages
Une fois qu'il put se concentrer uniquement sur l'entomologie, Armand-Hippolyte entreprit de nombreux voyages durant lesquels il ramena de nombreux matériaux et observations. Il parcourut l'Istrie, la Croatie, la Bosnie, la Serbie, la Bulgarie, l'île de Corfou, la Morée, l'île d'Eubée, la Macédoine, l'ex-Yougoslavie, l'Albanie, le Monténégro, la Dalmatie méridionale, la Crète, l'Asie mineure occidentale, la Bulgarie et le Trentin italien. Toutes ces destinations eurent pour but uniquement des travaux d'entomologie.